# Borðoy
Borðoy (dansk Bordø) er en færøsk ø i Norderøernes region. Borðoy er den største af de seks Norderøer. Den er stærkt indskåret og har derfor mange høje næs eller barð, og disse har givet øen navn. Byen Klaksvík med omkring 5.000 indbygger er beliggende på Borðoy og danner regionens centrum. De andre bygder hedder Norðoyri, Ánir, Árnafjørður, Norðtoftir, Depil, Norðdepil og den forladte Múli. To fjorde skærer sig ind på sydkysten: Borðoyarvík (her ligger Klaksvík på en landtange) og Árnafjørdður. Stednavnet er færøsk af oy 'ø' og borða 'forbjerg', dvs. 'øen med forbjerget'.

## Geografi
Øens højeste fjelde er: Lokki 754 meter, Omanfyri Klivsdal 747 meter, Depilsknúkur 681 meter, Háfjall 648 meter, Snæfelli 644 meter, Krúnufjall 642 meter, Hálgafelli 502 meter og Borðoyarnes 392 meter.

### Bygderne
- Norðoyri ligger på østsiden af Borðoyarvík, syd for Klaksvík. Bygden er første gang nævnt i skriftlige kilder i 1584, anses for at være grundlagt i vikingetiden. 1. januar 2011 havde Norðoyri 87 indbyggere.
- Ánirnar (før 2011 Ánir) ligger nord for Klaksvík og øst for tunnelen til Árnefjørður. Den blev grundlagt i 1840 da der på grund af det stigende folketal var brug for at opdyrke mere jord.
- Árnafjørður er omgivet af høje fjelde og bugten Árnfjarðarvík og ligger mellem Klaksvík og Norðdepil. I bygden er der et havbrug med fiskeopdræt hvor der i perioder kan være ca. 25 beskæftigede. Der findes ingen andre virksomheder i bygden. Bygden er kendt for sin traditionsrige roklub.
- Norðtoftir ligger for enden af den anden tunnel efter Klaksvík. Vejen går videre nordpå til Norðdepil. I bygden ligger der en lakseopdrætstation, indrettet med klækkerum, yngelafdeling med runde 2 meter kar, og et stort recirkuleringsanlæg med 6 runde glasfiber tanke med en diameter på ca. 8 meter og en dybde på ca. 3 meter. Hver tank har sit eget biofilter. Ude i fjorden er der et laksehavbrug.
- Depil ligger ved Klaksvík – Viðareiði-landevejen ca. en kilometer før Hvannasund. Navnet Depil (centrum) kommer muligvis af, at Depil er geografisk placeret i midten af de seks nordøer – Nordøerne. Med sine kun to indbyggere er bygden Færøernes mindste beboede bygd. Den sidste beboer i den gamle Depil gård fra 1823 flyttede juni 2006 hen til et nabohus, og gården skal nu restaureres og i fremtiden fungere som frilandsmuseum. I nærheden af gården ligger der fundamentrester af et lille bønhus og et hus, der i middelalderen blev brugt til et sted hvor alvorlige syge, måske pestramte kunne tilbringe deres sidste tid.
- Norðdepil blev i 1963 forbundet med med Hvannasund på Viðoy med en dæmning, og med 2 tunneller har Norðepil siden 1967 haft vejforbindelse til Klaksvík. Fra Norðdepil er der parallelt med Borðoys østkyst vejforbindelse til den lille bygd Múli. Norðdepil er en af Færøernes yngste bygder, grundlagt i 1866, da familien Sivertsen åbnede en købmandsforretning på stedet. Bygden udviklede sig fra omkring 1900 hurtigt på grund af det mere effektive langlinefiskeri, lidt før sluppernes fjernfiskeri fik betydning i mellemkrigstiden.
- Múli ligger nord for Norðdepil. De første bosættelser kan føres tilbage i det 13. århundrede. 1950 blev Múli med de 5 andre bygder ved sundet til Hvannasunds kommunu. Múli fik som den sidste færøske bygd først elektricitet indlagt 1970. Indtil for få år siden var bygden ved at blive affolket, på grund af dårlig trafikforbindelser. Efter at asfaltvejen blev anlagt til Norðdepil, flyttede en familie til bygden, men flyttede igen 2005. For tiden er der kun fritidshuse i Múli. Huset "Har Frammi" i Mule på Færøerne blev i 1961 undersøgt og nedtaget af Frilandsmuseet i Sorgenfri. Huset blev skilt og alle huset dele blev båret fra bygden og hejst ned til skibet af den stejle klippeside.

## Historie
Museet Norðoya Fornminnissavn blev grundlagt i 1968, og overtog i 1974 den gamle kongelige handels sorte bygning fra 1838 i Klaksvík. Museet er opdelt i to rum, det ene var byens apotek. Oprindeligt var det tøj-stue, i 1919, men blev anvendt som apotek fra 1932 til 1961. Lokalet bliver vist frem som det så ud, da det var apotek, med krukker og arbejdsredskaber. I det andet rum fremvises arbejdsredskaber, og andre effekter, fra gamle dage, fiskeredskab, værktøj, o.a. fra dagligdagen dengang. Bl.a. en gammel korn kværn, senest benyttet til at male korn i 1940erne. Udover det er der også nogle gamle fotografier af Nordøerne. Museet har endvidere overtaget motorbåden Nólsoyar Páll, (opkaldt efter Færøernes nationalhelt Nólsoyar Páll) som blev bygget i Klaksvík i 1927. Den ligger ude på fjorden og bliver bevaret som fiskerbåd.
1838 oprettede den kongelige monopolhandel en filial på Borðoy ved Klaksvík. Vigen eller bugten er særdeles velbeskyttet mod storm, og blev derfor godkendt som vinterhavn for havgående skibe. Det førte til, at mange søfolk flyttede til bygden og dermed Borðoy. Dette blev starten på den udvikling, der har gjort Klaksvík til Færøernes vigtigste fiskerihavn. Omkring 1940 blev Klaksvík Færøernes næststørste by og overhalede Tvøroyri på Suðuroy.

## Samfærdsel
Indtil 2006 sejlede bilfærgen Dúgvan fra Leirvík på Eysturoy til Klaksvík. Den 29. april 2006 åbnede Nordøtunnelen, og med en længde på 6,2 km forbinder den Borðoy med Eysturoy. Denne undersøiske tunnel forbinder Norderøerne med resten af Færøerne, Klaksvík med Tórshavn og Vágar Lufthavn. To tunneller fra henholdsvis 1965 og 1967 forbinder Klaksvík med Árnafjørður og Hvannasund. To vejdæmninger forbinder øen med Viðoy i nordøst og Kunoy i nordvest.

## Galleri
- Borðoy (isoleret uden naboøerne).
- Borðoy på et færøsk frimærke fra 1999. Syn fra syd med fjorden Borðoyarvík i forgrunden
- Indtil 2006 sejlede bilfærgen M/F Dúgvan fra Leirvík til Klaksvík
- M/F Dúgvan
- Norðoyatunnilin
- Kunoy øverst til venstre og Klaksvík, Borðoy til højre
- Dæmningen mellem Borðoy og Kunoy